# Парламентські вибори у Великій Британії 2017
Позачергові вибори до палати громад у Великій Британії відбулися 8 червня 2017 року, на них було обрано 57-й Парламент Великої Британії. Про їх проведення прем'єр-міністр Великої Британії Тереза Мей попросила парламент 19 квітня 2017.

## Передумови
23 червня 2016 року відбувся референдум щодо членства Великої Британії в ЄС, на якому 51,9 % виборців виявили своє бажання покинути ЄС. Після цього попередній прем'єр-міністр Девід Кемерон пішов у відставку, а Тереза Мей почала втілювати у життя план виходу Великої Британії з ЄС. Необхідність перевиборів зумовлена тим, що парламент виявився розділеним щодо цього питання.
Проведення виборів у Великій Британії регулює Акт про фіксований термін повноважень парламенту від 2011, згідно з ним вибори мають проводитися кожні 5 років, у перший четвер травня (попередня дата — 2020). У разі ж оголошення дострокового переобрання парламентарів, це рішення має затвердити Палата громад двома третинами голосів (434 парламентарів). 19 квітня за проведення виборів проголосували 522 депутати, проти — 13.

## Результати
- Консервативна партія — 42.4 %. 318/650
- Лейборіська партія -. 40.00 %. 262/650.
- Шотландська національна партія — 35/650.
- Ліберал-демократична партія — 12/650

## Нотатки
1. ↑  Нікола Стерджен посідає крісло депутата в Парламенті Шотландії від округу Глазго Саутсайд. Лідером кандидатів у Палату громад від ШНП був Ангус Робертсон від округу Морей, однак він втратив своє місце на виборах.
2. ↑  Арлін Фостер посідає крісло депутата в Асамблеї Північної Ірландії від Фермана і Південний Тирон.
3. ↑  Джеррі Адамс посідає крісло TD в ірландському Дойл Ерен.
4. ↑  Шинн Фейн відмовилися посідати свої крісла в Палаті громад.